# Diamantenraub in Antwerpen
Der Diamantenraub in Antwerpen war der Diebstahl von Wertsachen (Diamanten, Bargeld, Uhren und Schmuck) aus den als uneinnehmbar geltenden Schließfächern des Antwerpener Diamantenzentrums (Antwerp World Diamond Center) in der Nacht vom 15. auf den 16. Februar 2003. Der Wert der Beute betrug mindestens 100 Millionen Euro; nach manchen Schätzungen bis zu 400 Millionen. Damit handelt es sich um die größte jemals gestohlene Menge an Edelsteinen.
Die Tat hätte durch bessere Absicherung der Schließfächer verhindert werden können.
Der Verbleib eines Großteils der Beute ist unaufgeklärt; nur durch eine unprofessionelle Abfallbeseitigung konnten einige Täter ermittelt werden.
Am Osterwochenende, 2.–5. April 2015, folgte in London, Hatton Garden, ein Juwelenraub ähnlichen Werts.

## Zeitpunkt
Die Tat wurde von dem weiter unten beschriebenen Täterkreis in der Nacht vom 15. auf den 16. Februar 2003 begangen. Wegen der Hochzeit des Generaldirektors des Diamantenrates und wegen eines Tennisturniers wurde erwartet, dass das Gebäude noch leerer als sonst am Wochenende üblich sei. Außerdem hatte derjenige der Concierges Dienst, der weiter vom Tresorraum entfernt im Diamantenzentrum wohnte. Das Zeitfenster betrug rund 24 Stunden; die schwer bepackten Täter konnten aber nicht riskieren, bei Tageslicht das Diamantenzentrum zu verlassen.
Vorausgegangen war eine Vorbereitungszeit von 27 Monaten, in der einer der Täter (Notarbartolo) in Antwerpen wohnte und ein Büro und ein Schließfach im Diamantenzentrum gemietet hatte.

### Täter
Von den Ermittlern als „Turiner Schule“ bezeichnet, galt eine Gruppe von 10 bis 20 Kriminellen, die durch eine bürgerliche Fassade getarnt waren. Sie bestritten einen Großteil ihres Einkommens aus Diebstählen, überwiegend im Schmuck- und Juwelierbereich. Nur wenige waren namentlich bekannt:
- Ferdinando Finotto[8] war körperlich groß und kräftig. Man vermutet, dass er die meisten der Schließfächer mit der weiter unten beschriebenen Vorrichtung öffnete. Er hatte oft mit Bewegungsmeldern zu tun.
- Elio d’Onorio (Elektronik- und Alarmexperte)
- Pietro Tavano[9]
- Einer der Haupttäter, der als Kundschafter in Antwerpen wirkte, war Leonardo Notarbartolo (* 1952), ein Schmuckdesigner und -händler aus der Gegend von Turin. Seinen ersten Diebstahl beging er mit sechs Jahren: dem eingeschlafenen Milchhändler entwendete er 5.000 Lire. Seine kriminelle Karriere setzte er in der Grundschule fort, indem er Lehrern Bargeld stahl. Später verlagerte er seine Aktivitäten auf Schmuckdiebstahl, wobei er häufig mit „Experten“ für Schlösser, Alarmanlagen usw. zusammenarbeitete. Wegen Schmuckdiebstahls war er schon polizeilich bekannt.[10]
- Antonio Falleti[9] traf zufällig seinen Jugendfreund Notarbartolo wieder, als dieser nach Antwerpen zurückkehrte.

Notarbartolo mietete das Büro Nr. 516 und Schließfach Nr. 149 im Diamantenzentrum. Beim Abschluss der Mietverträge wurden keine Auskünfte eingeholt. Durch die Mietverträge hatte Notarbartolo wahlfreien Zugang zum Gebäude und während der Öffnungszeiten des Tresorraumes auch zu seinem Schließfach, das er zu Spionagezwecken gemietet hatte. Zusätzlich hatte er eine Wohnung in der Charlottalei 33 angemietet, deren Adresse zunächst der Polizei nicht bekannt war.
Während der gesamten Vorbereitungszeit von 27 Monaten tätigte er kein einziges legales Geschäft im Schmucksteinbereich. Bei Verhören rechtfertigte er dieses Verhalten als versuchte Steuerhinterziehung; er habe sich nur auf dem Schwarzmarkt betätigt.
Die genaue Zahl der Männer, die in den Tresor eindrangen, ist nicht bekannt. Ebenso liegen keine Erkenntnisse darüber vor, ob Leonardo Notarbartolo zur Tatzeit innerhalb des Tresors war. Die Polizei schätzt die Anzahl der Ausführenden auf vier bis fünf, von denen einer „Schmiere stand“, also das Gebäude von außen beobachtete.
Eine Spezialität der Gruppe war die Kommunikation untereinander mit Hilfe von anonymen Prepaid-Mobiltelefonen. Zumindest die SIM-Karten sollten nach jedem Coup entsorgt werden. Darüber hinaus wurde bei der Ausführung der Straftaten darauf geachtet, keine Gewalt gegen Menschen auszuüben.

### Sicherungen

#### Regional

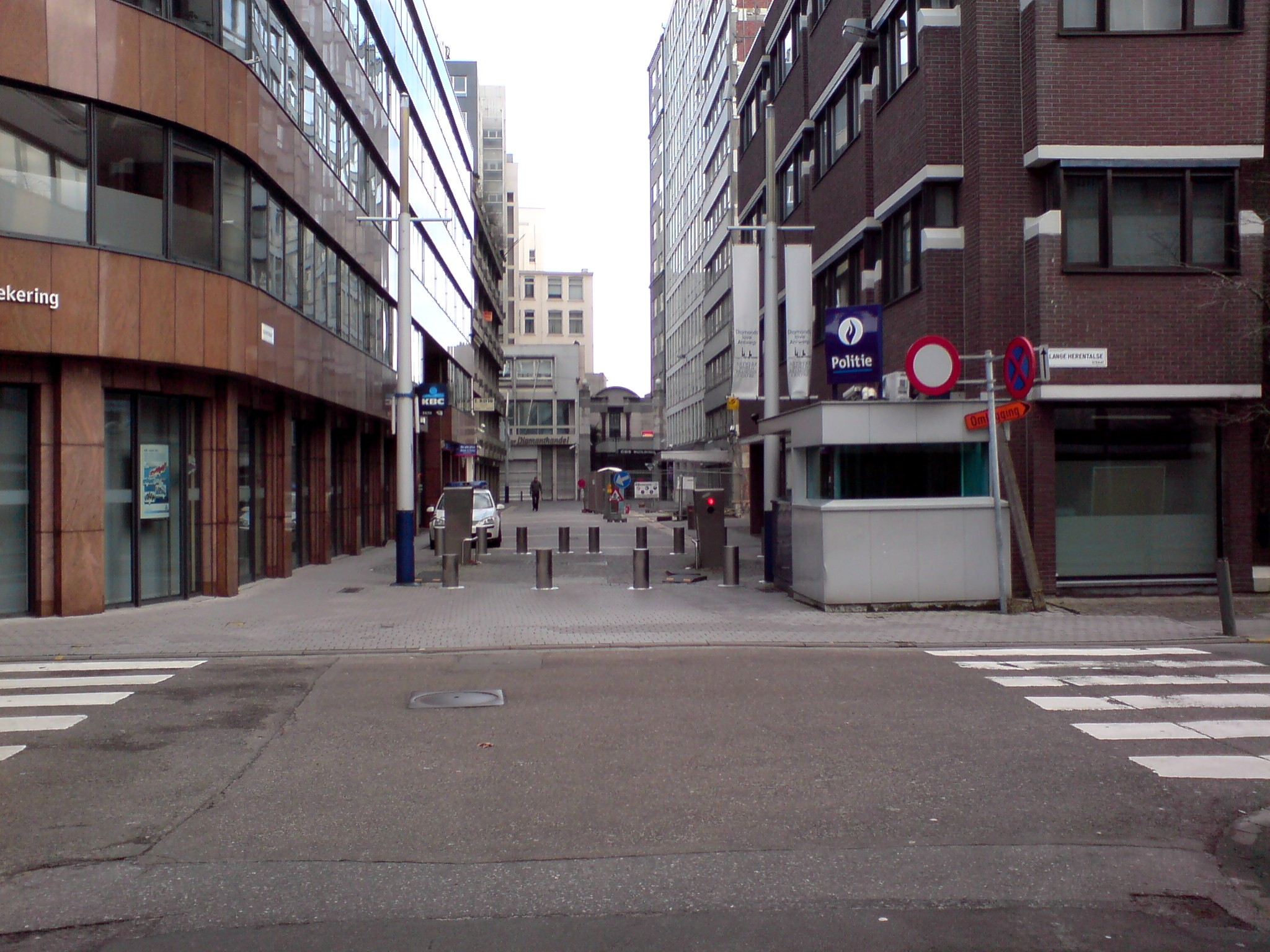
Hoveniersstraat, rechts der im Artikel erwähnte Polizeiposten

Der größte Teil des sich 2003 abspielenden Diamanten-Welthandels findet in den Straßen
- Rijfstraat
- Hoveniersstraat und
- Schupstraat statt.

Diese und ein Teil der angrenzenden Straßen sind gespickt mit Überwachungskameras. Fluchtfahrten werden durch ausfahrbare Straßenbarrieren verhindert. 12 Meter neben dem Eingang zum Diamond Centre war eine kleine Polizeiwache. Die Bilder der Kameras werden durchgehend überwacht. In der Versicherungswirtschaft wird dieser Bezirk SADA (Secure Antwerp Diamond Area) genannt.
Die Adresse des Diamond Centre lautet 9–11 Schupstraat. Durch den Haupteingang kam man mit Hilfe einer elektronischen Zugangskarte. Hierbei fand eine Identifikation statt. In den unterirdischen Räumen, und zwar im zweiten Untergeschoss, war ein begehbarer Tresor untergebracht, der 189 einzelne Schließfächer verschiedener Größe enthielt.
Über die Tiefgarage (Lange Heerentalsestraat) bestand eine Zugangsmöglichkeit ohne Identifikation. Allerdings mussten das Signal des Türöffners mit einem Scanner ausgespäht und reproduziert und für eine einfache Verbindungstür ein Nachschlüssel hergestellt werden.

#### Lokal
Im Gebäude des Diamantenzentrums gab es etliche Videokameras, deren Bilder zwischen 7:00 und 19:00 Uhr beobachtet und aufgezeichnet wurden. Zwischen 19:00 und 7:00 Uhr wurden die Bilder auf Videokassetten aufgezeichnet. Die Kassetten wurden mit dem Tagesdatum beschriftet und in einer Art „Sicherheitszentrale“ aufbewahrt.
Das Innere des eigentlichen Tresorraumes wurde nicht beobachtet, um den Kunden der Schließfächer eine gewisse Diskretion zu vermitteln.
Der Tresorraum selbst war mit einer der solidesten Safetüren verschlossen, die von der Firma LIPS geliefert werden können. Man braucht eine Zahlenkombination (viermal 00 bis 99, zusammen 100 Millionen Möglichkeiten) und einen Spezialschlüssel, um sie zu öffnen. Um die Kombination einzugeben, muss man durch eine Linse in ein Fensterchen sehen. Durch diese Linse ist das Bild leicht verzerrt. Es erscheint unmöglich, durch Zusehen von außen die Kombination abzulesen.
Um die drei Tonnen schwere Tür zu sprengen, wäre eine Ladung erforderlich, die das gesamte Gebäude in die Luft jagen würde.
Außen an der Tresortür war eine magnetische Vorrichtung angebracht, die Alarm auslöst, sollte jemand die Tür außerhalb der Öffnungszeiten 7:00 – 19:00 öffnen. Im Tresorraum selbst befanden sich drei verschiedene Sensoren, die auf Körperwärme, Licht und Bewegungen reagierten.
Jedes Schließfach, deren Türen sehr passgenau eingelassen waren, war mit einem Code-Schloss (Bartschlüssel und dreistelliger Buchstabencode) gesichert.
Da die äußeren Sicherungen einschließlich der Tresortür unbeschädigt waren, gingen die Ermittler anfangs davon aus, die Einbrecher wären mit der Hilfe von Angestellten des Zentrums vorgegangen.

## Ausschaltung der Sicherungen

### Sicherungslücken durch Nachlässigkeiten des Personals
- Die Zahlenkombination der Tresortür wurde wahrscheinlich beim Abschließen gar nicht verstellt. Damit entfiel auch die Mühe, sie beim Aufschließen einzugeben, was sowohl für das Bedienpersonal als auch für die Einbrecher galt. Eine als geringer eingeschätzte Möglichkeit räumte ein, dass mit einer stark miniaturisierten Kamera der Vorgang der Eingabe hätte ausgespäht werden können. Diese Frage konnte von den Ermittlern nicht geklärt werden. Möglich ist auch, dass durch diese Kamera die Tatsache festgestellt wurde, dass die Kombination unverstellt blieb.
- Der Hauptschlüssel der Tresortür musste an einem Stiel tief in die Tür eingeführt werden. Hierzu sollte der Schlüssel jedes Mal an den Stiel angeschraubt und nach Verschließen wieder abgeschraubt werden. Üblich war aber, den Stiel mitsamt Schlüssel in einer Art Besenkammer im Vorraum des Tresors aufzubewahren.

### Sicherungslücken, die die Täter schufen
- Die zweiteilige magnetische Vorrichtung zur Meldung einer Türöffnung an die ständig besetzte Alarmzentrale war von außen mit Schraubbolzen an der Tresortür und ihrem Rahmen befestigt. Wahrscheinlich war sie in der ersten Bauplanung nicht vorgesehen, und aus Kostengründen wollten die Erbauer Durchbrüche für die Kabel vermeiden. Die Kabel waren nicht extra geschützt, aber an die Alarmzentrale angeschlossen.

Elio d´Onorio fertigte eine passgenaue Halterung an, die beide Magnete in ihrer Stellung zueinander fixierte. Wenige Tage vor dem Raub wurden in der Nacht die Schraubbolzen gelöst und die Magnete bei laufendem Strom leicht von Tür und Rahmen getrennt, um sie danach mit doppelseitigem Klebeband unverändert zu befestigen. Die verkürzten Schraubbolzen wurden zur Tarnung wieder eingesetzt. So konnten beim Raub mit Hilfe der Halterung die Magnete schnell entfernt werden. D´Onorio war extra aus Italien angereist und besuchte Notarbartolo, vorgeblich um eine Videoüberwachungsanlage zu liefern. Zur Glaubhaftmachung hatte er eine Rechnung für diesen Vorgang ausgefertigt, die letzten Endes aber nicht benötigt wurde.
- Der Bewegungsmelder, bestehend aus einer Infrarotquelle, wurde durch Einsprühen mit Haarspray mit einem fast unsichtbaren Film überzogen. Dies ließ sich am Tag vor dem Raub während der Öffnungszeiten bewerkstelligen.
- Der Lichtsensor im Tresorraum wurde mit mehreren Lagen Klebeband blind gemacht. Das konnte erst während des Raubes erfolgen, bei fast völliger Dunkelheit. Danach konnte ganz normal das Licht angemacht werden.
- Der Infrarotsensor für Körperwärme wurde durch eine präparierte Styroporplatte abgeschirmt. Diese musste mit einer Teleskopstange hoch an der Decke angebracht werden. Diese für einen Spinnennetz-Wischmopp gedachte Stange wurde zu einem rekonstruierbaren Zeitpunkt in einem Baumarkt erworben. Die Videobänder an der Kasse zeigten deutlich einen der Täter; außerdem erinnerte sich die Kassiererin an den 500-Euro-Schein, mit dem die Teile bezahlt wurden.

Der Gesamtwert der Ausrüstung, die zum Ausschalten der Sicherungen eingesetzt wurden, war sehr gering. Die Teleskopstange gehörte mit 7 Euro noch zu den teureren Gegenständen. Zusätzlich wurde die Signalschleife, die in der abgehängten Decke zu den Sensoren führte, abisoliert und kurzgeschlossen. Die Sensoren waren danach funktionslos.

## Schließfächer und Beute
Um die Schließfächer, die es in verschiedenen Größen gab, regulär zu öffnen, benötigte man einen Bartschlüssel und eine dreistellige Buchstabenkombination. Damit hielten sich die Täter nicht lange auf, sondern konstruierten eine Zugvorrichtung, bei der eine Sonderform des Bartschlüssels in das Schloss eingeführt, um 90 Grad verdreht und verriegelt wurde. Mit zwei Beinen stützte sich das Gerät seitlich der Tür ab und ragte waagerecht in den Raum, sobald Zug über eine Gewindestange auf den Schlüssel und damit auf die Schließfachtür ausgeübt wurde. Weiterer Zug verformte den innenliegenden Riegel; dieser sprengte die innenliegende Plastikabdeckung ab. So reichte eine Verbiegung des Riegels um 45 Grad, dass die Tür aufsprang. Dieser Vorgang war körperlich anstrengend und dauerte ca. drei Minuten pro Tür.
Hätte die Abdeckung aus Metall bestanden, wäre eine Verbiegung um fast 90 Grad notwendig gewesen, was das Öffnen der Türen erheblich erschwert hätte. Dieser Fall trat auch bei den wenigen Türen ein, deren Schloss erneuert worden war. Dabei riss der oben beschriebene Schlüsselzieher ab. Die Täter hatten aber in Erwartung dieses Falles Ersatzteile angefertigt.
Insgesamt öffneten die Täter 109 Schließfächer. Neben Diamanten fielen ihnen Bargeld in vielen verschiedenen Währungen, Goldbarren, Schmuck und Uhren in die Hände. Uhren wurden nur mitsamt der Originalverpackung mitgenommen, da sie so einen besseren Preis erzielen konnten. Um die gesamte, zentnerschwere Beute aus dem Tresor zu schaffen, mussten sie Werkzeug, leergetrunkene Flaschen und vermeintlich Minderwertiges zurücklassen, was am Morgen gegen 5:30 Uhr planmäßig geschah. Hierbei wurden auch die Bänder mit den aufgezeichneten Kamerabildern mitgenommen.
Der Raub wurde vom Hausmeister erst 24 Stunden später entdeckt, am Montag, 17. Februar, gegen 6:50 Uhr.

## Abtransport und Abfallentsorgung
Notarbartolo unterhielt in Antwerpen neben seinem Büro im Diamantenzentrum eine Wohnung, in der Charlottalei, in der er schlief und lebte. Diese Wohnung diente als vorläufiger Treffpunkt, die Beute zu sichten und den Weitertransport nach Italien zu organisieren. Hierbei verloren die Täter winzige Smaragde, die in den Fasern des Teppichs verschwanden. Diese wurden zunächst nicht entsorgt und waren eines der sicheren Indizien, das eine Verbindung zum Diamantenzentrum herstellte. Die endgültige Sichtung und Aufteilung der Beute fand am 17. Februar in der Nähe des Iseosees statt, wie die Polizei anhand der Ortung der verbliebenen SIM-Karten rekonstruieren konnte.
In Antwerpen duschten die Männer und zogen sich um, es wurde eine einfache Mahlzeit (Salami-Sandwich) zu sich genommen. Einige SIM-Karten aus den Telefonen wanderten in den allgemeinen Abfall, auch die exotischen Währungen in der Beute. Ebenfalls in den Abfall wanderte die Rechnung, die zur Legitimierung des Aufenthaltes von d´Onorio im Diamantenzentrum gedient hatte. Notarbartolo selbst hatte dann die Aufgabe übernommen, den Abfall beiseitezuschaffen. Er wollte ihn in Frankreich verbrennen. Die Beute selbst wurde auf einem anderen Weg nach Italien gebracht.
Tatsächlich abgelegt wurde der Abfall in einem Waldstück bei Floordambos nahe der Autobahn A1 (E19). Die Nervosität eines Mittäters soll den Ausschlag gegeben haben. Für dieses Waldstück hatte der Rentner August „Gust“ van Camp eine Art von Begehungsrecht und konnte dort seinen Frettchen Auslauf geben. Mehrfach hatte er schon wilde Müllentsorgungen angezeigt. Er entdeckte den frisch entsorgten Müll am 17. Februar. Diesmal wurde die Angelegenheit ernst genommen, weil er erwähnte, dass Briefpapier mit der Adresse des Diamantenzentrums unter dem Abfall war.

## Ein Täter wird gefasst
Im sichergestellten Abfall fanden sich Papierschnipsel, die zusammengesetzt die Rechnung über eine Videoüberwachungsanlage ergaben, die d´Onorio als Vorwand für seinen Besuch bei Notarbartolo im Diamantenzentrum gedient hatte. Auch fand sich Notarbartolos DNA an dem angebissenen Salami-Sandwich. Ebenfalls war darunter auch der Einkaufsbon für die Haushaltsgegenstände, die im Tresorraum zum Einsatz kamen, und indische Rupien, israelische Schekel und weitere Dinge, die keinen Wert für die Täter hatten.
Dieser Tatsachen nicht bewusst, unternahm Notarbartolo vom Iseosee aus noch einen (letzten, wie er dachte) Ausflug zurück nach Antwerpen. Er wollte seine Zugangskarte noch einmal durch das Lesegerät ziehen, um nicht zu denen zu gehören, die das Diamantenzentrum vor dem Raub betreten hatten und nach dem Raub nicht mehr. Da er inzwischen zu den gesuchten Personen gehörte und natürlich erkannt wurde, wurde er festgenommen. Nach anfänglichem Schweigen musste er auch die Adresse seiner Wohnung in der Charlottalei bekanntgeben, wo noch mehr Spuren gefunden wurden. Hier hatte sich eher aus Zufall als wegen Beteiligung am Raub sein Jugendfreund Tonino Faletti eingefunden, der gleich mitverhaftet wurde.

## Prozess
In einem gemeinsamen Strafverfahren wurden verurteilt:
- Elio D’Onorio: 5 Jahre Haft und 5.000 Euro Geldstrafe
- Pietro Tavano: 5 Jahre Haft und 5.000 Euro Geldstrafe

Diese beiden waren beim Prozess nicht anwesend.
- Leonardo Notarbartolo: 10 Jahre Haft und 10.000 Euro Geldstrafe. Er wurde als Leiter einer kriminellen Vereinigung verurteilt. Nach seiner Verhaftung machte er keine Aussagen mehr. Verschiedene Beobachter bezweifelten, dass Notarbartolo die Tat mit ihren Details allein geplant und geleitet hat.[13]
- Tonino Faletti wurde freigesprochen, da er unwissentlich in diese Straftat verwickelt worden war. Er wurde verdächtigt, Beweise zu vernichten, weil er für seinen Freund die Wohnung leer räumen wollte. Er konnte nachweisen, dass er keine weiteren Verbindungen zur Tat hatte und nicht wusste, dass es Beweismittel waren, die er aus der Wohnung schleppte.

## Filmische Erwähnung
- 2009 plante J. J. Abrams eine Verfilmung des Stoffs, die anscheinend nicht realisiert wurde.[14]
- In der US-amerikanischen Fernsehserie Elementary wird in Folge 10 (Der Leviathan) der ersten Staffel der Diebstahl und das vermutete Vorgehen aufgegriffen, der Fall allerdings an eine fiktive Diamantenbörse in den Vereinigten Staaten verlegt.
- Der italienischen Fernsehserie Everybody Loves Diamonds liegt dieser Raubüberfall zugrunde.[15]
- Viele inhaltliche Parallelen finden sich auch im US-Spielfilm Criminal Squad 2 (2025).
- Netflix hat die Tat dokumentarisch in "Stolen - Der große Diamantenraub in Antwerpen" umgesetzt (2025)